# Мужність (фільм, 1981)
«Мужність» — радянський семисерійний телефільм 1980—1981 рр., знятий режисером Борисом Савченком на Кіностудії ім. О. Довженка.

## Сюжет
Телесеріал за однойменним романом Віри Кетлінської. Про будівництво в тайзі нового міста Комсомольська-на-Амурі в 1932 році, про ентузіазм будівельників-комсомольців.

## У ролях
- Володимир Антоник — Андрій Круглов, секретар комсомолу будівництва
- Наталія Андрейченко — Тоня, комсомолка-будівельник
- Олена Драпеко — Клава, комсомолка-будівельник
- Олександр Галибін — Сергій Голіцин, помічник машиніста, комсомолець-будівельник
- Олександр Кавалеров — Семен, комсомолець-будівельник
- Ірина Алфьорова — Клара, архітектор
- Світлана Суховєй — Соня Тарнавська, комсомолка-будівельник, дружина Гриші
- Володимир Ставицький — Гриша, поет, чоловік Соні, комсомолець-будівельник
- Олександр Бєліна — Валька Безсонов, комсомолець-будівельник
- Віктор Маляревич — Генька Калюжний, комсомолець-будівельник
- Сергій Подгорний — Олексій Єпіфанов, водолаз, комсомолець-будівельник
- Борис Болдиревський — виконроб Михальов
- Федір Шмаков — Олексій Іванович Морозов, секретар міськкому
- Богдан Ступка — Микола Гранатов, заступник начальника будівництва
- Валерій Івченко — Едуард Георгійович Вернер, начальник будівництва
- Коста Турієв — Коста Турієв, осетин, комсомолець-будівельник
- Олександр Мовчан — Тарас Ілліч, місцевий житель
- Михайло Голубович — Степан Іванович Парамонов, бандит
- Микола Сектименко — Микола, комсомолець-будівельник
- Віктор Панченко — Коля Платт, комсомолець-будівельник
- Ніна Ільїна — Катя, комсомолка-будівельник
- Василь Очеретяний — Паша Матвєєв, кочегар, комсомолець-будівельник
- Віктор Поліщук — Семен Ігнатович, лікар
- Вероніка Ізотова — Діна Ярцева, наречена Андрія Круглова
- Болот Бейшеналієв — Фен, китаєць
- Віталій Дорошенко — Сергій Вікентійович, начальник ділянки будівництва
- Олена Павловська — Ліда, наречена Колі Платта
- Ніна Набока — Лілька, комсомолка-будівельник
- Сергій Свєчников — інженер Слєпцов
- Євген Буренков — Сергій Петрович Драченов, новий начальник будівництва
- Наталія Сумська — Галчонок
- С. Кашуба — Коля, рибалка
- Лесь Сердюк — Дорошенко, голова рибрадгоспу
- Юрій Мисенков — Костя, комсомолець-будівельник
- В. Котовець — Готовцев, новий парторг
- Максим Кондратюк — хлопець на пароплаві
- Юрій Жуков — епізод
- Володимир Волков — Тихон Іванович, батько Сергія Голіцина, машиніст
- Олександр Задніпровський — секретар комсомолу
- Андрій Праченко — секретар комсомолу
- Леонід Слісаренко — телеграфіст на станції
- Костянтин Артеменко — машинст
- Г. Гаданов — епізод
- Р. Гаданова — епізод
- Н. Кіле — епізод
- Кирило Кудайбергенов — епізод
- Л. Самар — епізод
- П. Тумалі — епізод
- В. Жабінов — епізод
- Таїсія Литвиненко — дружина Федора
- Нінель Жуковська — епізод
- Олександр Толстих — Качанов, працівник будівництва
- Валентина Ананьїна — мати Сергія Голіцина
- Михайло Ігнатов — епізод
- Анатолій Юрченко — комісар
- Борис Небієрідзе — працівник рудника
- Раїса Куркіна — мати Діни Ярцевої
- Ігор Черницький — земляк Сергія Голіцина
- Д. Чондоогійн — епізод
- Варвара Маслюченко — бабуся Сергія Голіцина
- Лілія Гурова — мати Паші Матвєєва
- Володимир Коршун — епізод
- Юрій Шкляр — епізод
- Катя Савченко — сестричка Сергія Голіцина
- Надія Смирнова — сестра Сергія Голіцина
- Геннадій Болотов — учасник зборів
- В. Єфімов — дідусь Сергія Голіцина, залізничник
- Маргарита Кошелєва — епізод
- Сергій Кулініч — епізод
- Борис Макаров — матрос
- Сергій Олійник — епізод
- Л. Горпенко — епізод
- Денис Васильєв — Вова, син Тоні
- Іван Бондар — командир

## Знімальна група
- Режисер — Борис Савченко
- Сценарист — Олександр Шлепянов
- Оператор — Валерій Рожко
- Композитори — Віктор Лебедєв, Леонід Клінічев
- Художники — В'ячеслав Єршов, Георгій Прокопець, Cофронов Валерій